# سيرجيو سوزا بينتو
سيرجيو سوزا بينتو (بالبرتغالية: Sérgio Sousa Pinto‏) هو سياسي برتغالي، ولد في 29 يوليو 1972 في لشبونة في البرتغال. حزبياً، نشط في الحزب الاشتراكي (البرتغال). في انتخابات البرلمان الأوروبي 1999، انتخب عضو في البرلمان الأوروبي عن دائرة البرتغال ‏ لترشحه ضمن   قائمة الحزب الاشتراكي (البرتغال)، وقد انضم خلال فترته النيابية (20 يوليو 1999 – 19 يوليو 2004)  للكتلة البرلمانية التحالف التقدمي للاشتراكيين والديمقراطيين وفي انتخابات البرلمان الأوروبي 2004، انتخب عضو في البرلمان الأوروبي عن دائرة البرتغال ‏ لترشحه ضمن   قائمة الحزب الاشتراكي (البرتغال)، وقد انضم خلال فترته النيابية (20 يوليو 2004 – 13 يوليو 2009)  للكتلة البرلمانية التحالف التقدمي للاشتراكيين والديمقراطيين وانتخب عضو مجلس الجمهورية ‏.